# Acanthepedanus armatus
Genre
Espèce
Acanthepedanus armatus, unique représentant du genre Acanthepedanus, est une espèce d'opilions laniatores de la famille des Epedanidae.

## Distribution
Cette espèce est endémique de Sumatra en Indonésie. Elle se rencontre vers Bobangan.

## Description
L'holotype mesure 5 mm.

## Publication originale
- Roewer, 1912 : « Die Familien der Assamiiden und Phalangodiden der Opiliones-Laniatores. (= Assamiden, Dampetriden, Phalangodiden, Epedaniden, Biantiden, Zalmoxiden, Samoiden, Palpipediden anderer Autoren). » Archiv für Naturgeschichte, sér. A, vol. 78, no 3, p. 1–242 (texte intégral).